# Marcel Lugand
Marcel Lugand, né le 29 décembre 1923 à Chézery dans l'Ain, et mort le 24 juin 2017  à Confort dans l'Ain, est un résistant français des maquis de l'Ain et du Haut-Jura, présenté comme le dernier participant du défilé du 11 novembre 1943 à Oyonnax encore vivant lors des cérémonies de 2013,.

## Hommages
Il est titulaire de la médaille d'honneur de la ville d'Oyonnax et Chevalier de la Légion d'honneur. Lors de la commémoration du soixante-dixième anniversaire du défilé, le Président de la République française François Hollande s'adresse à lui avec ses mots : « Marcel Lugand, vous êtes le dernier acteur de ce défilé de l'espoir, vous étiez le clairon, on vous entend encore. Qu'à travers vous, Marcel Lugand, au-delà de vous, soit saluée la Résistance. »

## Controverse
Toutefois, il apparaît qu'un ou plusieurs autres participants au défilé de 2013 étaient encore vivants au 11 novembre 2013 : André Clément, Armand Faron[réf. souhaitée] voire Hubert Reverchon.
Armand Faron est décédé le 19 décembre 2015 à Ambérieu-en-Bugey à l'âge de 95 ans.